# Pierre-Charles-Joseph Penel
Pierre-Charles-Joseph Penel, francoski general, * 1874, † 1952.